# 1435 Garlena
1435 Garlena је астероид главног астероидног појаса са пречником од приближно 17,61 .
Афел астероида је на удаљености од 3,304 астрономских јединица (АЈ) од Сунца, а перихел на 1,983 АЈ.
Ексцентрицитет орбите износи 0,249, инклинација (нагиб) орбите у односу на раван еклиптике 4,036 степени, а орбитални период износи 1570,533 дана (4,299 године).
Апсолутна магнитуда астероида је 12,80 а геометријски албедо 0,043.
Астероид је откривен 23. новембра 1936. године.